# 登博斯
8°40′S 14°53′E / 8.667°S 14.883°E

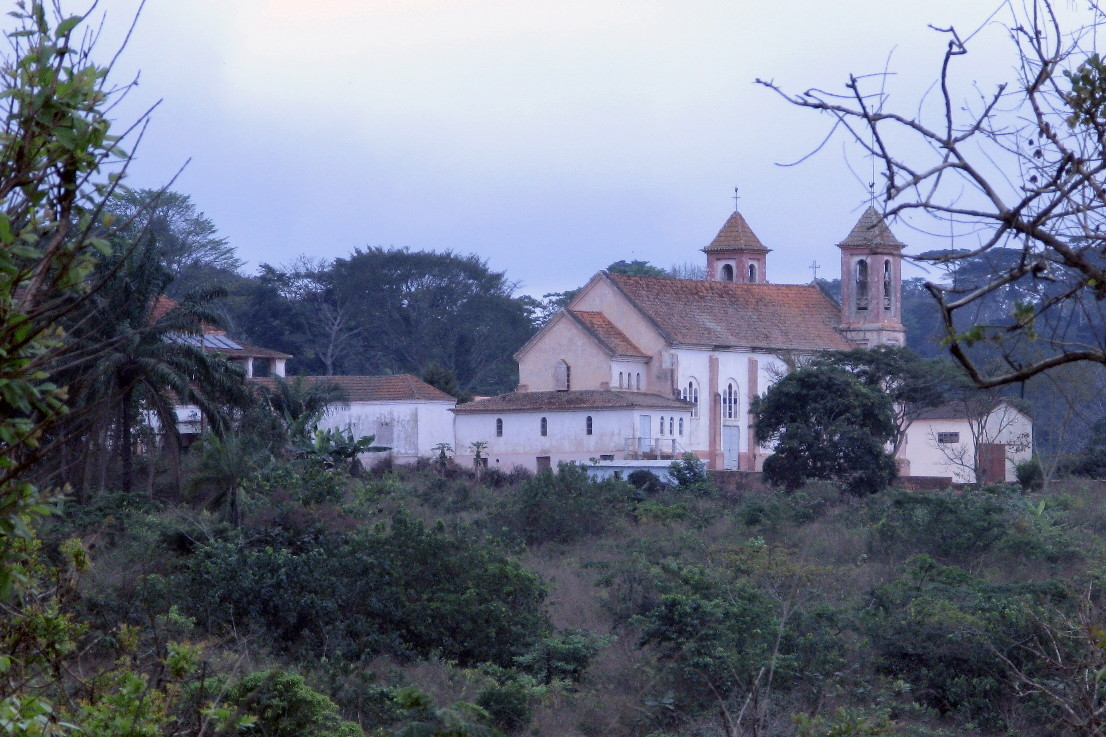
登博斯的教堂

登博斯（Dembos）是安哥拉的城鎮，位於該國西北部，由本哥省負責管轄，東鄰布拉阿通巴，面積1,170平方公里，2012年人口18,153，人口密度每平方公里16人。